# Philbyella arabica
Philbyella arabica är en insektsart som beskrevs av William Edward China 1938. Philbyella arabica ingår i släktet Philbyella och familjen Nogodinidae. Inga underarter finns listade i Catalogue of Life.